# Stop Drop and Roll!!!
Stop Drop and Roll!!! är Foxboro Hot Tubs debutalbum, utgivet 2008. Skivan är utformad som ett LP-album med A- och B-sida. 
Skivan gick in som nummer 21 på Billboard 200-listan och låg kvar på listan i fyra veckor. Låten "Mother Mary", nådde 16:e plats på Hot Modern Rock Tracks-listan. En musikvideo till "The Predestian" gjordes och laddades upp på Myspace och Youtube men togs bort kort därefter.
Första delen av albumet fanns redan i december 2007 tillgänglig för gratis nerladdning på bandets hemsida. Låten "Broadway" var inte med från början, men ersatte låten "Highway 1".

## Låtlista
Sida A
1. "Stop Drop and Roll" - 2:24
2. "Mother Mary" - 2:48
3. "Ruby Room" - 2:03
4. "Red Tide" - 2:58
5. "Broadway" - 3:31
6. "She's a Saint Not a Celebrity" - 2:26

Sida B
1. "Sally" - 3:03
2. "Alligator" - 2:26
3. "The Pedestrian" - 2:16
4. "27th Ave. Shuffle" - 2:49
5. "Dark Side of Night" - 2:58
6. "Pieces of Truth" - 3:04